# Sa Thầy
Sa Thầy là một huyện miền núi biên giới thuộc tỉnh Kon Tum, Việt Nam.

## Địa lý

### Vị trí địa lý
Huyện Sa Thầy nằm ở phía nam của tỉnh Kon Tum, có vị trí địa lý:
- Phía đông giáp thành phố Kon Tum và huyện Đăk Hà
- Phía tây giáp Vương quốc Campuchia với đường biên giới dài khoảng 34 km
- Phía nam giáp huyện Ia H'Drai và huyện Chư Păh, tỉnh Gia Lai
- Phía bắc giáp huyện Ngọc Hồi và huyện Đăk Tô.

Huyện Sa Thầy có diện tích 1.435,22 km², dân số năm 2019 là 49.914 người, mật độ dân số đạt 35 người/km². Chủ yếu là dân tộc tại chỗ như Gia Rai, Xê Đăng (nhóm Hà Lăng).
Đây là huyện miền núi biên giới, là một trong những huyện có mật độ dân số thấp nhất Việt Nam. Trong huyện có nhiều dự án thủy điện lớn trên sông Sê San như: thủy điện Sê San 3A, thủy điện Ya Ly, thủy điện Plei Krông,...
Diện tích hiện nay của Sa Thầy là 1.435,22 km², lúc chưa tách huyện Ia H’Drai ra, Sa Thầy có tổng diện tích lên tới 2.415 km², là huyện có diện tích tự nhiên rộng thứ 3 ở Việt Nam lúc ấy (sau huyện Tương Dương ở Nghệ An và huyện Mường Tè ở Lai Châu) và xã Mô Rai (bao gồm cả ba xã Ia Dom, Ia Tơi, Ia Dal thuộc huyện Ia H’Drai) cũ thuộc Sa Thầy có tổng diện tích là 1.580,4 km², từng là xã có diện tích rộng nhất Việt Nam.

### Các đỉnh núi
- Chư Mom Ray (1.512 m)
- Cư Tin (1.327 m)
- Chư Mơ Nu (1.069 m)
- Chư Kotah

## Hành chính
Huyện Sa Thầy có 11 đơn vị hành chính cấp xã trực thuộc, bao gồm thị trấn Sa Thầy và 10 xã: Hơ Moong, Mô Rai, Rờ Kơi, Sa Bình, Sa Nghĩa, Sa Nhơn, Sa Sơn, Ya Ly, Ya Tăng, Ya Xiêr.

## Lịch sử
Trước năm 1978, địa bàn huyện Sa Thầy là một phần của huyện Đăk Tô.
Ngày 10 tháng 10 năm 1978, Hội đồng Chính phủ ban hành Quyết định 254-CP về việc chia huyện Đăk Tô thành hai huyện thuộc tỉnh Gia Lai–Kon Tum. Theo đó, thành lập huyện Sa Thầy trên cơ sở tách 4 xã Đắk Xú, Mô Rai, Pờ Y, Rơ Kơi thuộc huyện Đăk Tô và xã Ya Ly thuộc thị xã Kon Tum.
Sau khi thành lập, huyện Sa Thầy thuộc tỉnh Gia Lai - Kon Tum, bao gồm 5 xã: Đắk Xú, Mô Rai, Pờ Y, Rơ Kơi và Ya Ly.
Ngày 2 tháng 3 năm 1979, thành lập 3 xã: Sa Bình, Sa Nghĩa và Sa Sơn tại vùng kinh tế mới K'Leng.
Ngày 17 tháng 8 năm 1981, Hội đồng Bộ trưởng ban hành Quyết định 30-HĐBT. Theo đó:
- Chia xã Rờ Kơi thành 2 xã: Rờ Kơi và Sa Loong
- Chia xã Ya Ly thành 2 xã: Ya Ly và Ya Xiêr
- Thành lập xã Sa Nhơn.

Ngày 6 tháng 12 năm 1990, thành lập thị trấn Sa Thầy (thị trấn huyện lỵ Sa Thầy) trên cơ sở tách một phần diện tích và dân số của xã Sa Sơn.
Ngày 12 tháng 8 năm 1991, tỉnh Gia Lai - Kon Tum được chia thành 2 tỉnh: Gia Lai và Kon Tum, huyện Sa Thầy thuộc tỉnh Kon Tum, gồm 1 thị trấn Sa Thầy và 11 xã: Đắk Xú, Mô Rai, Pờ Y, Rơ Kơi, Sa Bình, Sa Loong, Sa Nghĩa, Sa Nhơn, Sa Sơn, Ya Ly, Ya Xiêr.
Ngày 15 tháng 10 năm 1991, chuyển 3 xã: Đắk Xú, Pờ Y và Sa Loong sang trực thuộc huyện Ngọc Hồi. Huyện Sa Thầy còn lại 1 thị trấn Sa Thầy và 8 xã: Mô Rai, Rơ Kơi, Sa Bình, Sa Nghĩa, Sa Nhơn, Sa Sơn, Ya Ly, Ya Xiêr.
Ngày 10 tháng 7 năm 2003, thành lập xã Ya Tăng trên cơ sở 18.213 ha diện tích tự nhiên và 3.162 nhân khẩu của xã Ya Ly.
Ngày 22 tháng 3 năm 2006, thành lập xã Hơ Moong trên cơ sở 6.523 ha diện tích tự nhiên và 3.532 nhân khẩu của xã Sa Nhơn.
Ngày 20 tháng 12 năm 2013, Chính phủ ban hành nghị quyết 126/NQ-CP. Theo đó: 
- Thành lập xã la Dom trên cơ sở điều chỉnh 32.254,7 ha diện tích tự nhiên và 2.299 nhân khẩu của xã Mô Rai
- Thành lập xã la Đal trên cơ sở điều chỉnh 21.794,69 ha diện tích tự nhiên và 2.004 nhân khẩu của Mô Rai
- Thành lập xã la Tơi trên cơ sở điều chỉnh 43.963,83 ha diện tích tự nhiên và 2.264 nhân khẩu của xã Mô Rai.

Cuối năm 2014, huyện Sa Thầy bao gồm thị trấn Sa Thầy và 13 xã: Hơ Moong, Ia Đal, Ia Dom, Ia Tơi, Mô Rai, Rơ Kơi, Sa Bình, Sa Nghĩa, Sa Nhơn, Sa Sơn, Ya Ly, Ya Tăng, Ya Xiêr.
Ngày 11 tháng 3 năm 2015, tách 3 xã: Ia Dom, Ia Đal và Ia Tơi để thành lập huyện Ia H'Drai. Huyện Sa Thầy có 1 thị trấn và 10 xã trực thuộc như hiện nay.